# Lin Biao
Lin Biao (chino: 林彪, pinyin: Lín Biāo, Wade-Giles: Lin Piao) (*Wuhan, Hubei, China, 5 de diciembre de 1907-13 de septiembre de 1971), fue un militar y político chino. Fue uno de los organizadores del 8.º Ejército de Ruta que luchó en la segunda guerra sino-japonesa y en la guerra civil china, y uno de los principales colaboradores de Mao Zedong una vez establecida la República Popular China en 1949. A principios de la década de 1970, se opuso a la política de acercamiento a Estados Unidos, pero no logró el apoyo necesario y perdió poder. Murió en circunstancias misteriosas mientras sobrevolaba Mongolia.

## Infancia y juventud
Lin Biao nació en 1907 en la provincia de Hubei, en el seno de una familia de prósperos mercaderes. Cursó sus primeras letras en su localidad natal y luego continuó estudiando en Shanghái. En 1924 comenzó a participar en las organizaciones juveniles del Partido Comunista de China.

## Carácter y aspecto personal
Lin era extremadamente disciplinado. Hablaba con un acusado acento regional y vestía de manera pulcra, pero sencilla. Sus comidas, que le preparaba un cocinero de confianza, solían ser sencillas y compuestas de dos platos. Le gustaba mascar granos de soja tostados. A diferencia de muchos de sus camaradas, Lin no bebía ni fumaba, y tenía mala salud, quizá a causa de una grave herida sufrida en 1938. Aborrecía el ejercicio físico y sufría de insomnio e hipocondría, que a menudo trataba con peligrosos remedios medicinales a base de hierbas.
Como jefe militar era sosegado, paciente y templado. Apenas dedicaba tiempo a las cuestiones ideológicas, organizativas o logísticas, que delegaba en su comisario político, Luo Ronghuan, y se centraba en los aspectos operativos. Su estilo de mando se caracterizaba por una minuciosa acumulación de datos sobre la situación, una planificación esmerada y una serie posterior de veloces acometidas a los puntos flacos del enemigo con el objetivo de aniquilarlo.

## Carrera militar

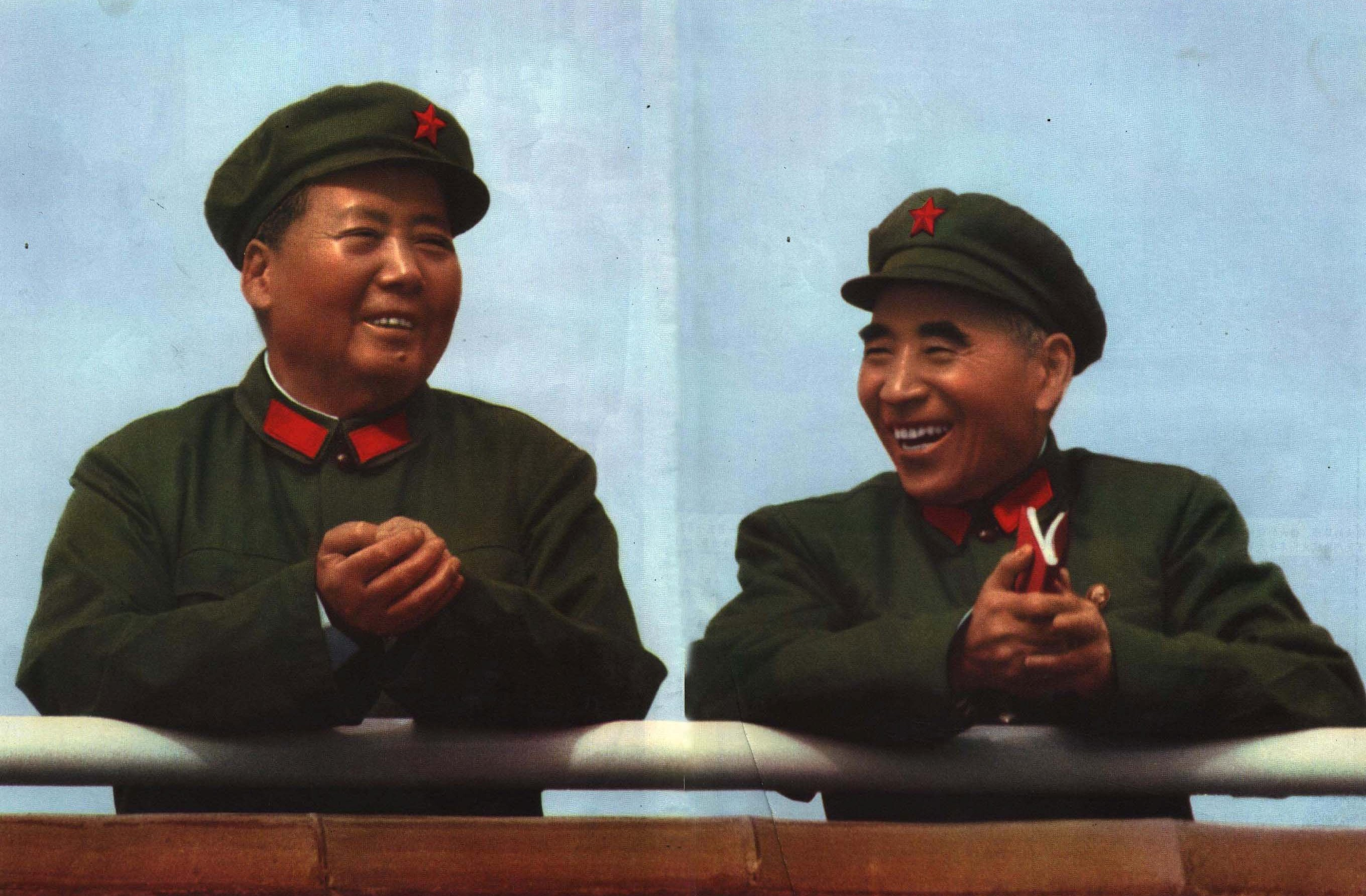
Lin Biao junto a Mao Zedong en 1966.

En 1925 ingresó en la Academia Militar de Whampoa, que a la sazón dirigía Chiang Kai-shek y cuyo comisario político era Zhou Enlai.  Se trataba de la cuarta promoción que cursaba estudios en la institución. Se graduó de la academia en enero de 1926.
A continuación, participó como miembro del Ejército Nacional Revolucionario del Kuomintang (KMT) en la Expedición al Norte del general Chiang Kai-chek en 1926 y 1927, que tenía por objetivo reconquistar las regiones del norte de China que no reconocían la autoridad del Gobierno de Cantón. Durante la campaña, ascendió a coronel. Tras esta campaña Lin fue estudiante del asesor militar soviético Vasili Blücher, un oficial enviado por el gobierno de la URSS para otorgar capacitación militar a oficiales jóvenes del KMT. Cuando Chiang rompió relaciones con los comunistas en 1927 y trató de eliminarlos, Lin Biao se pasó con su unidad al ejército rojo que estaban organizando Mao Zedong y Zhu De en las montañas de Jinggang. Ese mismo año se había afiliado al partido. A continuación, participó en la formación del sóviet de Jiangxi.
Lin participó en la formación del Ejército Rojo y luego en la Larga Marcha de 1934-1935. Merced a su habilidad militar, en 1932 se le entregó el mando del I Cuerpo del Ejército Rojo. En estos años forjó una estrecha relación con Mao, al que apoyó en las disputas internas por el control del partido. Durante la Larga Marcha, mandó algunas unidades de la vanguardia del ejército. En 1936-1937, presidió la llamada Universidad Político-militar Antijaponesa en Yanan. En julio de 1937, recibió el mando de la 115.ª División del 8.º Ejército de Ruta, al frente del cual libró la costosa batalla de Pingxingguan contra las japoneses, a los que emboscó. A comienzos de 1938, fue herido gravemente por un soldado del cacique militar Yan Xishan, que lo confundió con un japonés, pues Lin portaba un abrigo y una espada japoneses. Fue trasladado a la URSS para ser operado, y permaneció en ella hasta enero de 1942. Aunque no hay certeza de ello, se cree que Lin pasó su convalecencia en la Unión Soviética aprendiendo estrategia militar, como lo hicieron la mayoría de los oficiales que lo acompañaron en el viaje.
Tras su vuelta a China, Lin fue nombrado vicepresidente de la escuela central del partido y asumió tareas de adiestramiento militar.
Cuando se reanudó la guerra civil contra los nacionalistas en 1945, Mao le entregó el mando de la principal región en disputa, Manchuria, merced a su veteranía militar. En Manchuria se encontró con una serie de unidades sin experiencia de combate conjunto, mal armadas, sin conocimiento en el asalto a ciudades y con escaso deseo de continuar combatiendo tras la rendición japonesa. Tras la derrota en la segunda batalla de Siping, que le obligó a replegarse a Harbin y ceder el control de todo el centro y sur de la región al enemigo, fue nombrado secretario de la oficina del partido en la zona, asumiendo así el mando civil y militar, en junio de 1946. Lin había tratado en vano de combatir a los nacionalistas en una batalla campal, consciente de su inferioridad frente al enemigo.
Lin resultaba ser uno de los pocos jefes militares del PCCh con entrenamiento bélico formal, lo cual le permitió pronto destacar como jefe militar. En tal condición participó en las operaciones bélicas contra el KMT y luego dirigió importantes cuerpos de tropa del Ejército Popular de Liberación en la lucha contra los japoneses desde 1940, con las tropas del Ejército Popular Lin operó en Manchuria y continuó en actividad durante la guerra civil china, teniendo a su cargo la ofensiva de 1949, que derrotó definitivamente a los nacionalistas de Chiang Kai-shek. 
Una vez establecida la República Popular China en octubre de 1949, Lin participó en la guerra de Corea en 1950 al mando de varias divisiones de soldados del Ejército Popular de Liberación chino en apoyo de Corea del Norte, aunque al inicio Lin Biao no estaba de acuerdo con iniciar operaciones en la península coreana cuando había pasado tan poco tiempo desde el fin de la guerra civil. Aun así, la mayor responsabilidad de la dirección militar china en Corea correspondió al general Peng Dehuai, mientras que Lin era enviado por Mao Zedong hacia la Unión Soviética para coordinar el apoyo de la URSS al esfuerzo bélico chino.

## En el gobierno
Lin Biao, pese a ser reconocido como uno de los más prestigiosos líderes militares de China (había sido nombrado Mariscal o Yuan Shuai en 1955), no ocupó cargos en la cúpula máxima del gobierno salvo el de miembro del Politburó; su ascenso político empezó recién al ser nombrado vicepresidente en 1958 y luego ministro de Defensa Nacional en 1959 durante el gobierno de Mao Zedong. 
Mediante una serie de medidas revolucionarias (preparación especial para la lucha guerrillera, abolición de las jerarquías, búsqueda de la autosuficiencia en suministros militares, impulso de los "cursos ideológicos", etc.), Lin transformó al Ejército Popular de Liberación en una fuerza política cuyo papel fue muy importante en el proceso de la Revolución Cultural iniciada en 1966, ideologizando a las fuerzas armadas al extremo que incluso alentó a las tropas a no interferir con los desmanes causados por los Guardias Rojos en ese periodo, además de denunciar enérgicamente a todo dirigente que pidiera moderación ante estos excesos.
Lin Biao apoyó fielmente todas las políticas dictadas por Mao, incluyendo la ruptura con la URSS en 1960, y se posicionó como uno de los más firmes aliados de este dentro del Partido Comunista de China, alabando y exigiendo la alabanza a todas las políticas dictadas por el líder chino como el fallido Gran Salto Adelante (durante la "Conferencia de los 7000 cuadros" a principios de 1962), y protegiendo decisivamente a los Guardias Rojos durante las violencias y desórdenes de la Revolución Cultural, contando para ello con el apoyo efectivo de Jiang Qing, la esposa de Mao, quien había tomado el mando de la propaganda del régimen. Del mismo modo, Lin apovechó el poder otorgado a sus cargos para expulsar de la cúpula de poder al veterano general Peng Dehuai, con quien mantenía discrepancias desde los años de la guerra de Corea.
Gracias a que sus posiciones dentro del Politburó anulaban toda posible crítica a Mao, Lin Biao fue ascendido en 1966 al número 2 del Partido y el 14 de abril de 1969 fue nombrado por el IX Congreso del Partido Comunista de China como sucesor oficial de Mao Zedong, acumulando gran cantidad de poder político además de su poder ya efectivo sobre el Ejército.
La visible acumulación de poder en manos de Lin Biao atrajo las sospechas de otros líderes del Partido, hasta que el propio Mao Zedong empezó a recelar de las intenciones de Lin, quien ya había manifestado su oposición al eventual establecimiento de relaciones entre China y Estados Unidos, hecho que había sido planteado por los estadounidenses ya en 1970. De hecho, un rasgo característico de Lin Biao era su negativa inflexible a formular alianzas o retiradas tácticas cuando las circunstancias lo exigían, así como mantener un pertinaz rencor hacia sus rivales del pasado.
Al oponerse a las tesis de Mao, favorables a un acercamiento a EE. UU. como respuesta a la hostilidad de la Unión Soviética y negarse a realizar autocrítica alguna tras una petición oficial de Mao al respecto, Lin Biao quedó políticamente aislado en septiembre de 1970 durante el IX Congreso Nacional del PCCh. Las facciones del PCCh en torno a Zhou Enlai (más pragmática y menos radical) y Jiang Qing (abiertamente radical y maoísta) discreparon con esta conducta de Lin Biao, aumentando la desconfianza de Mao Zedong hacia Lin. 
Pese a esto, Mao se abstuvo de lanzar una campaña contra Lin Biao o de expulsarlo de sus cargos de modo inmediato, debido a la gran cantidad de "protegidos" que Lin mantenía aún en el Partido y en el Ejército, lo cual hacía inviable tramar su destitución del gobierno por medio de una simple campaña política. No obstante, en octubre de 1971 el Gobierno chino difundió la noticia de su muerte en un accidente aéreo, aunque sin explicar en detalles las causas de este fallecimiento.

## Muerte y controversias
La versión oficial del Gobierno chino explicó que desde febrero de 1971 Lin Biao comprendió que Mao Zedong iba a expulsarlo de sus cargos, por lo cual  planificó tomar el poder mediante un golpe de Estado y asesinar a Mao, aprovechando sus influencias en las fuerzas armadas, como jefe del Ejército y de los Guardias Rojos. Tras fracasar los planes de matar a Mao durante un viaje por el sur de China entre el 8 y el 11 de septiembre de 1971, el proyecto golpista de Lin Biao quedó al descubierto, por lo cual este decidió huir hacia la Unión Soviética con su esposa, su hijo, y un pequeño grupo de colaboradores, pero sin cargar suficiente combustible para el vuelo. Como resultado, el avión de Lin se estrelló en Mongolia. Otra versión más creíble, sin embargo, apunta a que el avión fue derribado por el EPL cuando detectaron que salía del espacio aéreo chino. 
Las versiones extraoficiales, difundidas fuera de China, consideraban improbable que Lin Biao, ya en la cima de su poder, tramase una intentona golpista contra Mao, señalando que —por el contrario— a lo largo de 1971 Lin se mostró inactivo para impedir su expulsión de la élite política. La muerte de Lin sería explicada por un intento de exiliarse antes de ser destituido y arrestado por orden de Mao, huyendo a la URSS, o incluso hacia Taiwán al descubrirse indicios de contactos que Lin habría intentado ante el gobierno del Kuomintang en Taipéi.